# Arubolana aruboides
Arubolana aruboides е вид ракообразно от семейство Cirolanidae. Видът е критично застрашен от изчезване.

## Разпространение
Разпространен е в Бермудски острови.